# Harperia
Harperia  es un género con cuatro especies de plantas herbáceas perteneciente a la familia Restionaceae. Es originario del sudoeste de  Australia.

## Especies deHarperia
- Harperia confertospicata (Steud.) B.G.Briggs & L.A.S.Johnson, Telopea 8: 28 (1998).
- Harperia eyreana B.G.Briggs & L.A.S.Johnson, Telopea 9: 248 (2001).
- Harperia ferruginipes Meney & Pate, Telopea 6: 651 (1996).
- Harperia lateriflora W.Fitzg., J. West Austral. Nat. Hist. Soc. 1: 35 (1904).